# „Judensau“-Relief an der Stadtkirche Lutherstadt Wittenberg

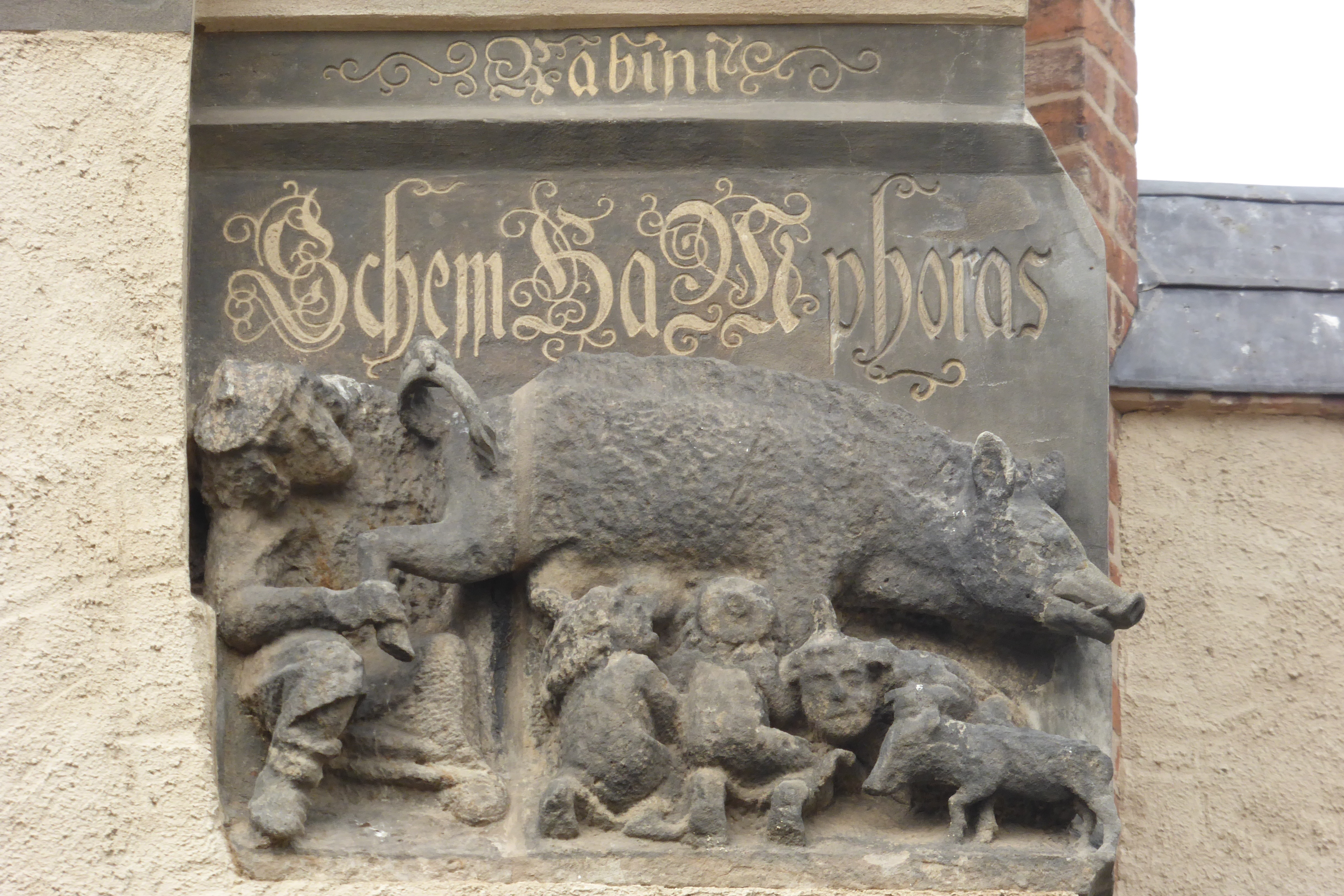
„Judensau“-Relief am Südostflügel der Stadtkirche Wittenberg

Das „Judensau“-Relief an der Stadtkirche Lutherstadt Wittenberg ist ein um 1290 entstandenes Schandmal. Es zeigt als Juden markierte Figuren im intimen Kontakt mit einer Sau, um Christen vor angeblichen Verhaltensweisen von Juden zu warnen und das Judentum zu verleumden. Es gehört zu den 47 noch erhaltenen Skulpturen einer sogenannten Judensau, die seit 1230 an oder in Kirchen, später auch an anderen Gebäuden vor allem im deutschen Sprachraum angebracht wurden und den Antijudaismus des damaligen Christentums veranschaulichen.
Mit seiner Schmähschrift Vom Schem Hamphoras (1543) machte Martin Luther dieses Exemplar weithin bekannt. Er benutzte es, um den hebräischen Ausdruck Ha-Schem Ha-Mephorasch („der unvergleichliche Name“) zu verhöhnen, mit dem das rabbinische Judentum seit der Antike den Gottesnamen JHWH umschrieb. Folglich erhielt das Relief 1570 die Überschrift Rabini Schem HaMphoras. Deshalb wird es auch als Luthersau bezeichnet.
Ab 1983 dachte man in der Stadtkirchengemeinde über den Umgang damit nach. 1988 ließ der Gemeinderat eine Bodenplatte darunter legen, deren Inschrift den christlichen Judenhass selbstkritisch als Wegbereitung des Holocaust benennen soll.
Seit 2016 fordern verschiedene Personen und Gruppen, das Relief abzunehmen und in einen musealen Kontext zu verlegen. Eine Zivilklage von 2018, die die Stadtkirchengemeinde dazu verpflichten sollte, lehnte der Bundesgerichtshof (BGH) als dritte Gerichtsinstanz im Juni 2022 ab. Eine Verfassungsbeschwerde dagegen nahm das Bundesverfassungsgericht im August 2024 nicht an. Im November 2024 reichte der Kläger eine Beschwerde dagegen beim Europäischen Gerichtshof für Menschenrechte ein. Der Prozess verstärkte eine bundesweite Debatte zum Umgang mit solchen Skulpturen und die Bemühungen um Aufklärung zu ihrer Geschichte und Rezeption.

## Hochmittelalter

### Gestalt
Das Relief zeigt eine naturgetreu modellierte Sau und vier Figuren, die durch robenartige Kleidung und Schuhe als Männer, durch Spitzkegelhüte als Juden gekennzeichnet sind. Zwei der Figuren knien mit dem Rücken zum Betrachter unter der Sau und scheinen an ihren Zitzen zu saugen. Eine dritte Figur am rechten Vorderbein der Sau schaut zum Betrachter und hält ein Ferkel mit einer Hand am Ohr fest, um es von der Muttersau fernzuhalten. Die vierte, größere Figur hockt am Hinterteil der Sau, hebt mit der linken Hand ihren Schwanz an, hält mit der rechten Hand ihr rechtes Hinterbein fest und schaut ihr mit schräger Kopfhaltung in den Anus.
Die Sau steht mit dem Kopf nach rechts. Die Hutkrempen der Figuren sind flach und rund, die Schafte zentral und konisch. Auch Figuren im Naumburger Dom und an einem Wasserspeier in Bad Wimpfen tragen solche Spitzkegelhüte. Den Judenhut hatte das 4. Laterankonzil 1215 verordnet, um Juden als Andersgläubige zu kennzeichnen und von Christen im Alltag damaliger Städte äußerlich zu unterscheiden.
Die Skulptur ist 150 cm breit, 80 cm hoch und 25 cm tief. Die dargestellten Figuren wirken trotz der geringen Tiefe sehr räumlich, voluminös und körpergetreu, teils fast dreidimensional. Die Fellstruktur der Sau ist ebenso realistisch wie das Fell einer Lamm-Skulptur in der Stadtkirche und im Naumburger Dom. Dies setzt genaue Tierbeobachtung voraus.

### Entstehung
Die Wittenberger Stadtkirche wurde ab 1280 gebaut und war spätestens 1295 vollendet. Das Relief ist von der tragenden Architektur unabhängig und besteht aus einem um Wittenberg nicht verfügbaren Grobsandstein. Dieser stammte vermutlich aus den am nächsten gelegenen Steinbrüchen im Liebethaler Grund des Elbsandsteingebirges, die damals dem Hochstift Meißen unterstanden. Dafür sprechen deutliche Stilparallelen mit Reliefs im Westlettner des Naumburger Doms und Skulpturen im Achteckbau und der Allerheiligenkapelle des Meißner Doms. Erstere wurden vor 1260 vom Naumburger Meister, ab 1280 von seinen Nachfolgern, letztere ab 1270 von Kunsthandwerkern der Meißner Dombauhütte geschaffen, so um 1290 wahrscheinlich auch die Wittenberger Reliefs. Diese kann ein aus Meißen entsandter Bildhauer auch vor Ort geschaffen haben. Die genaue Anatomie der Sau und die Stilähnlichkeiten mit anderen Skulpturen der Stadtkirche verweisen auf ein und denselben, hochbegabten Kunsthandwerker.
Die ursprüngliche Position des Reliefs ist unbekannt. Wahrscheinlich wurde es in etwa acht Metern Höhe außen an der Nordfassade platziert, also gegenüber der angrenzenden Judengasse, die auf späteren Stadtkarten eingetragen ist. Laut der Kunsthistorikerin Insa Christiane Hennen waren die Außenreliefs jedoch nur für Kirchenbesucher sichtbar. Nichtchristen hätten den damaligen umzäunten Friedhof um die Stadtkirche nicht betreten dürfen.
Wittenberger Stadthistoriker datierten das Relief oft auf das Jahr 1304, manchmal auch auf 1440, und deuteten es als Mittel, die damals mutmaßlich vertriebenen Juden von einer Wiederansiedlung in Wittenberg abzuhalten. Der Kunsthistoriker Isaiah Shachar hielt diese Annahme für eine spätere volkstümliche Legende (folk tale). Doch auch er datierte das Relief wegen der ähnlichen Judenhüte an etwas älteren Reliefs in das frühe 14. Jahrhundert und schloss eine Verbindung zu einer Judenvertreibung nicht völlig aus.
Für Judenvertreibungen in den Jahren 1304 und 1440 fehlen jedoch schriftliche Quellen. Für die Jahre 1332 und 1350 belegen Stadtbücher, für das Jahr 1339 belegt eine Fleischerordnung des Herzogs Rudolf I. eine Präsenz von Juden in Wittenberg. 1430 wurden viele Personennamen, darunter vielleicht auch einige von Juden, aus dem Stadtregister gestrichen. Eine größere Vertreibung der Juden aus Wittenberg ist erst 1536 belegt.
Der Kunsthistoriker Mario Titze hält es für unwahrscheinlich, dass ein solches Relief aus einem bloß tagesaktuellen Anlass geschaffen worden wäre. Figuren aus ortsfremdem Haustein seien in der Region sehr selten und wegen des Aufwands nur für theologisch unbedingt erforderlich gehaltene, langfristige Inhalte an oder in Stadtkirchen hergestellt worden.

### Aussageabsicht
Mit Auftraggebern, Anlass, Datierung und Standort des Werks ist auch seine ursprüngliche Bedeutung ungewiss. Laut Isaiah Shachar war es an der Außenfassade isoliert und kein Teil eines allegorischen Zyklus von Symbolen für bestimmte Laster bzw. Todsünden. Wegen der betonten Aktivität der Figur am Hintern der Sau sei eine abwertende Absicht des Reliefs kaum zu bezweifeln. Die durch ihre Größe und Handlungsweise hervorgehobene Figur stelle wahrscheinlich einen Anführer dar. Die Isolation des Motivs von einem breiteren moralisierenden Kontext und die Ausgestaltung des obszönen Themas mache die Juden zum alleinigen Ziel. Für eine weitere Ausdeutung, etwa dass die Sau für das damalige Judentum oder jüdische Lehren stehe, gebe es keinen Beleg. Somit sei das überlieferte Saumotiv in Wittenberg wohl erstmals zur Verleumdung der Juden insgesamt öffentlich ausgestellt worden.
Auch Mario Titze unterschied das Wittenberger Relief von älteren allegorischen Symbolfiguren an Kirchen, deutete es aber als metaphorische Szene, die eine Geschichte erzähle: Die Figur am Hintern der Sau stehe für Rabbiner und drücke aus, dass diese den Messias nicht in der Bibel, sondern am denkbar ungünstigsten Ort suchten. Auch die kleineren Figuren stellten erwachsene Juden dar, die sich statt von der göttlichen Weisheit von der Sau nährten, dem Symbol für Unreinheit und Niedrigkeit. Das Bild setze den damaligen Glauben voraus, dass die Ablehnung der göttlichen Natur Jesu Gotteslästerung sei und ewige Verdammnis bewirke. Es übersetze die zotige Sprache damaliger Bußprediger, volkstümlicher Passions- und Jahrmarktspiele in ein drastisches Bild, das Christen vor Apostasie habe warnen sollen. Das Relief an der Nordfassade sei wie drei Außenreliefs an der Ostfassade der Stadtkirche (einer Harpyie, einer männlichen Figur mit spitzem Hut und entblößtem Hinterteil – typisches Symbol eines Ketzers – und der 1967 zerstörten Figur eines „Froschteufels“) eine apotropäische Plastik und Teil eines Bildzyklus. Gemeinsam hätten diese Bilder Dämonen und Sünden abwehren und vom Gotteshaus fernhalten, Christen am Abfall von ihrem Glauben hindern und vor Häresie, falscher Bibelauslegung und Teufelsanbetung warnen sollen. Solche Bilder an Kirchen hätten sich nicht an Juden gerichtet, weil bekannt gewesen sei, dass diese das Bilderverbot achteten und nicht auf diese Weise ansprechbar gewesen wären. Dies spreche gegen einen direkt an Juden gerichteten Verspottungs- und Abschreckungszweck des Reliefs.
Für den Kirchenhistoriker Thomas Kaufmann dagegen bezweckten die hochmittelalterlichen „Judensau“-Skulpturen von Beginn an eine „gezielte Verunglimpfung der Juden“ im Kontext damaliger Vertreibungs- und Pogrom-Wellen. Sie rückten Juden Schweinen zur Seite und bezichtigten sie der Verlogenheit und Doppelmoral mit der Botschaft: Entgegen ihrem Anspruch, „rein“ zu sein, „reiner“ als die Schweinefleisch essenden Christen, seien sie „unrein“ wie die sich im Kot wälzenden Säue. So habe auch das Wittenberger Relief bei städtischen Betrachtern Ekel vor den „schmutzigen Juden“ hervorrufen, sie verspotten und diffamieren sollen.

## Reformationszeit

### Martin Luther
Martin Luther betrachtete das Judentum seit 1513 kontinuierlich als verstockte, von Gott verdammte Religion, weil die meisten Juden Jesus von Nazaret nicht als ihren Messias anerkannten. Seit 1517 war die Stadtkirche Wittenberg sein Predigtort, von dem die Reformation ausging. In seiner Schrift Daß Jesus Christus ein geborner Jude sei (1523) lehnte er die bisherige gewaltsame Judenmission der Kirche ab. Er riet den Christen, die Juden freundlich zu behandeln, um einige davon aus ihrer eigenen Bibel von Jesu Messianität zu überzeugen. Nach dem Bauernkrieg von 1525 jedoch verschärfte er seine Polemik gegen Juden.
In seiner Schrift Von den Juden und ihren Lügen (Januar 1543) forderte Luther von den Fürsten, die Synagogen, Häuser und religiösen Schriften der Juden zu zerstören, ihren Rabbinern das Lehren zu verbieten und sie letztlich landesweit zu vertreiben. Als Grund nannte er vor allem das Festhalten der Juden an ihrer eigenen Bibelauslegung, die er als öffentliche oder heimliche Gotteslästerung und damit als tödliche, nicht zu duldende Bedrohung aller Christen deutete. In diesem Kontext spielte er auf jene „Judensau“-Skulpturen an, die Juden als Genießer von Schweine-Exkrementen diffamierten: „Ihr solltet allein die Biblia lesen, die der Sau unter dem Schwanz stehet, und die Buchstaben, die daselbs herausfallen, fressen und saufen…“.
Mit seiner folgenden Schmähschrift Vom Schem Hamphoras (März 1543) wollte Luther eine angebliche allgemeine Christenfeindlichkeit der Juden mit den Toledot Jeschu belegen und die jüdische Kabbalistik angreifen. Diese umschrieb den Gottesnamen JHWH als Ha Schem Ha Mphorasch („der höchste, unvergleichliche, unaussprechliche Name“). Luther verballhornte diesen hebräischen Ausdruck zu „Dreck“ im Sinn von Schweinekot und verwies dabei auf das Wittenberger Relief:

„Es ist hie zu Wittenberg an unserer Pfarrkirchen eine Saw jinn Stein gehawen, da ligen junge Ferckel und Jüden unter, die saugen. Hinder der Saw stehet ein Rabin, der hebt der Saw das rechte bein empor, und mit seiner lincken hand zeucht er den pirtzel uber sich, bückt und kuckt mit grossem vleis der Saw unter dem pirtzel jinn den Thalmud hinein, als wolt er etwas scharffes und sonderlichs lesen und ersehen. Daselbsher haben sie gewislich jr Schem Hamphoras.“

Indem Luther den Anus der Sau mit dem Talmud gleichsetzte, drückte er seine radikale Ablehnung der nachbiblischen religiösen jüdischen Schriften und der darauf beruhenden Bibelauslegung der Rabbiner aus. So benutzte er das Wittenberger Relief zur Illustration seiner Verachtung des Judentums, von dessen Schriften und dessen Brauch, den Gottesnamen zu heiligen. Für Luther bedeutete das Relief also: Der Gott der Juden sei ein Schwein. Der hebräische Gottesname sei Kot, den die Rabbiner im Anus der Sau fänden. Dies steigerte die Aussage des Reliefs zu einer unüberbietbaren Blasphemie für gläubige Juden und entwertete gezielt das ganze Judentum.

### Überschrift 1570
Von 1569 bis 1571 wurde die Sakristei der Stadtkirche aufgestockt und die Nordfassade überbaut. Wohl um das Relief sichtbar zu erhalten, wurde es 1570 an die Südostecke des Chors versetzt. Dabei wurde die Überschrift Rabini Schem HaMphoras mit Farbe auf den Wandputz aufgetragen. Sie verwies auf Luthers Schrift von 1543, gab dem Relief also die Deutung, die er ihm gegeben hatte.
Die neue Überschrift war mit zwei weiteren Wandinschriften von 1570/71 Teil eines theologischen Programms, das Luthers Reformation als Tempelreinigung deutete, um die in der Stadtkirche ordinierten Pastoren auf das Luthertum zu verpflichten. Alle drei Inschriften waren antijudaistisch konnotiert.

## Neuzeit

### Grafiken
Holzschnitte von 1596 und 1600 bildeten das Relief in veränderter Form ab: Das Ferkel strebt von der Sau weg statt zu ihr hin, die Judenfigur schaut ihm ebenso in den Anus wie die Figur am Hintern der Sau. Alle Figuren tragen den Gelben Ring auf ihrer Kleidung, der bis dahin als Markierung von Juden üblich geworden war. Vielleicht hatte man solche Ringe ab 1570 auch schon auf das versetzte Relief gemalt, wie 2012 darauf entdeckte Farbreste vermuten lassen.

### Publikationen
Infolge von Luthers Schrift von 1543 befassten sich viele christliche Autoren mit dem Relief. Der Hebraist Laurentius Fabricius (De schemhamphorasch usu et abusu apud Judæos, 1596) fasste es als Mittel auf, Wittenberger Juden von weiteren Kirchenschändungen abzuschrecken, die sie angeblich zuvor begangen hatten. Es folgten Balthasar Menz der Jüngere in seiner Sammlung kirchlicher Inschriften (1604); Martin Zeiller in seinem Reysbuch durch Hoch- und Niderteuschland (1632); Matthäus Merian der Ältere in seinen Topographia Superioris Saxoniae (1650); Andreas Sennert in seiner Inschriftensammlung (1678); Andreas Charitius in seiner Wittenbergischen Chronica (1720/30). Er zitierte Luthers auf das Relief bezogenen Text, verfasste dazu ein langes Gedicht und klagte, dass das Relief Besuchern Wittenbergs immer als „Wahrzeichen“ der Stadt gezeigt werde. Ihm zufolge sollte es nicht nur Juden abschrecken, sondern auch die Redensart veranschaulichen: „Wo hat er’s gelesen? Der Sau im Hindern“.
Unter dem Pseudonym Samuel Psik Schalscheleth veröffentlichte Johann Gottlob Heynig 1795 eine Historisch-geographische Beschreibung Wittenbergs. Darin beschrieb er das Relief sarkastisch, religions- und sozialkritisch als „schweinisches Steingemählde“. Beim Kirchenumbau 1570 habe man sich einen „recht unheiligen, recht unchristlichen Spaß erlaubt, den wir von Wittenberg, als einem so rechtgläubigen, so biblischandächtigen Orte nimmer erwartet hätten“. Die Judenfigur fasse das Ferkel so an, wie man Treiber die gekauften Schweine auf den Gassen in die Ställe tragen sehe. Das Bild befinde sich ausgerechnet an jener Stelle der Außenmauer, wo innen der Altar stehe. Mit der Überschrift habe man sich vermutlich „bey der züchtigen und ehrbaren Jungfrau Maria empfehlen [wollen], welcher diese Kirche geweihet ist! Sie muß wohl ein himmlisches Vergnügen über dieses saubere kirchliche Denkmal empfunden haben!“ Man müsse sich doch sehr wundern, „wie man diesen ärgerlichen Schandfleck an dem ersten Religionsgebäude zu Wittenberg, in welcher Stadt eine Akademie ist, itzt noch dulden kann“. Dies beweise einmal mehr, dass Religion auch die „ehrwürdigsten Gegenstände“ nicht verschone, um „einer verhaßten Parthey seine Verachtung zu zeigen“.
Johann Gottfried Schadow beschrieb in seinem illustrierten Buch Wittenbergs Denkmäler der Bildhauerei, Baukunst und Malerei (1825) zwei Außenreliefs der Stadtkirche, nicht aber das Saurelief, überging es also wohl absichtlich. Dagegen erwähnte A. M. Meyner in seiner Geschichte der Stadt Wittenberg (1845) das Relief mitsamt Luthers Deutung. Gustav Stier datierte das Relief in seiner Sammlung von lateinischen Wittenberger Inschriften (1850) erstmals auf das Jahr 1304, „in welchem die Juden aus Wittenberg vertrieben wurden“. Dem Datum folgte Theodor Schild, meinte aber, die Figuren seien Mönche, keine Juden (Beschreibung der Denkwürdigkeiten Wittenbergs, 1892). Georg Buchwald (Lutherkalender für das Jahr 1911) erwähnte das Relief ohne Deutung. Alfred Schmidt und Wilhelm Winkler (Die Stadtkirche zu St. Marien in Wittenberg, 1917) verstanden das „Steinbild einer Sau“ als Verspottung vertriebener Juden, ebenso Richard Erfurth (Führer durch die Lutherstadt Wittenberg, 1927).

### NS-Zeit
In der Zeit des Nationalsozialismus war das Relief mitsamt der Überschrift wieder eine Sehenswürdigkeit. Der damalige Wittenberger Superintendent Maximilian Meichßner zeigte und erläuterte es im Januar 1938 hohen Vertretern des NS-Regimes. Zum Todestag Luthers 1936 hatte er einen Vortrag über „das zeitgemäße Thema ‚Luther und die Juden‘“ in der Stadtkirche Wittenberg gehalten.
Das Wittenberger Verkehrsamt beschrieb das Relief in seinem Stadtführer von 1938 ohne expliziten Bezug zum Nationalsozialismus: Seine Entstehungsgeschichte sei unbekannt, die Bedeutung der Überschrift sei unklar. Anzunehmen sei, „dass das ganze eine Verspottung der Juden bedeutet und aus dem Jahr 1304 stammt, da die Juden in diesem Jahr aus Wittenberg vertrieben wurden.“ Wittenberger Redner brachten Luthers Geburtstag (10. November) nicht mit der Reichspogromnacht (9./10. November 1938) in Verbindung. Jedoch tagte das antisemitische „Institut zur Erforschung und Beseitigung des jüdischen Einflusses auf das deutsche kirchliche Leben“ der Deutschen Christen im März 1940 erstmals in Wittenberg. Als Tagungsergebnis wurde in der Lutherstube ein „entjudetes“ Neues Testament übergeben.
Oskar Thulin, Direktor der Lutherhalle Wittenberg und NSDAP-Mitglied, entwarf 1938 eine Luther-Ausstellung mit einer Dia-Reihe, die auch das Relief zeigte und Luthers judenfeindliche Schriften als weiterhin aktuelle Behandlung von „sozialen Mißständen des Bürgertums“ ausgab. In der dritten Auflage seines Buchs Die Lutherstadt Wittenberg und ihre reformatorischen Gedenkstätten (1962) blieben das Relief und die Inschrift unerwähnt.

### Konservierung
Die Schnauze der Sau war wohl 1570 bei der Versetzung des Reliefs beschädigt und durch ein Blechstück ersetzt worden. Die Überschrift wurde mehrmals erneuert, war aber bis 1890 vollständig abgewittert. 1928 wurde sie als Sgraffito in Renaissancefraktur in den erneuerten Putz eingraviert. 1968 wurden Rüssel und Schwanzspitze der Sau mit Steinersatzmörtel nachgebildet.
Von Mai bis Oktober 2012 wurde das gesamte Relief intensiv restauriert und gesichert. Vor dem Reformationsjubiläum 2017 (31. Oktober) wurde die Überschrift frisch vergoldet, auch mit öffentlichen Geldern. So wurde die Diffamierung des Judentums mitsamt Luthers hasserfüllter Deutung des Reliefs an der Kirche der Reformation über Jahrhunderte konserviert.

### Gedenkplatte 1988

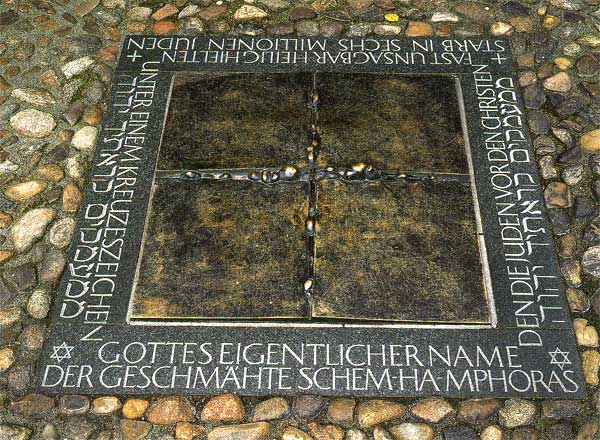
Mahnmal am Südostflügel der Stadtkirche Wittenberg

Zum Lutherjahr 1983 ließ die Kirchengemeinde die Stadtkirche auch mit öffentlichen Zuschüssen renovieren. Aus diesem Anlass erhielt sie viele Anstöße, etwas gegen das „Judensau“-Relief zu unternehmen. Die Vorschläge reichten vom Zerstören über das Durchstreichen mit einem Kreuzzeichen oder Ersetzen mit einem „positiven“ Lutherzitat bis zum Übermalen des Reliefs, so dass nur ein schwarzer Fleck übrig bleiben sollte. Die Liberale Jüdische Gemeinde zu Magdeburg soll damals geraten haben, den „Stachel“ an der Stadtkirche nicht wegzunehmen. Laut dem damaligen Pfarrer Albrecht Steinwachs beschloss der Gemeinderat daraufhin, das Relief zu erhalten, aber mit einem Mahnmal zu ergänzen. Dieses sollte die christliche Schuld am Leiden der Juden benennen.
Im Auftrag des Gemeinderats entwarf der Bildhauer Wieland Schmiedel bis 1988 eine Gedenkplatte, die in den Boden unter dem Relief eingelassen wurde. Ihre vier rechteckigen Trittplatten bilden mit ihren Fugen ein Kreuz und sollen etwas verdecken, das jedoch aus allen Fugen hervorquillt. Der umrahmende Text zitiert auf Hebräisch Ps 130,1  („Aus der Tiefe rufe ich, Herr, zu dir“), auf Deutsch den Berliner Schriftsteller Jürgen Rennert:

„Gottes eigentlicher Name, der geschmähte Schem Ha Mphoras, den die Juden vor den Christen fast unsagbar heilig hielten, starb in sechs Millionen Juden unter einem Kreuzeszeichen.“

Jürgen Rennert wollte mit dem hebräischen Psalmzitat die Todesnot, das Rufen und Schreien der Juden aus der Tiefe der Schoa ausdrücken. Er wählte es auch, weil die Jüdische Gemeinde Amsterdam 1523 damit ihren Dankesbrief an Luther für dessen damalige Schrift „Dass Jesus Christus ein geborener Jude sei“ eröffnet hatte. Der Hinweis auf das Kreuzzeichen sollte an die Umdeutung des christlichen Kreuzes zum Hakenkreuz in der NS-Zeit erinnern. Das interpretiert die Schoa als historische Folge auch des christlichen Judenhasses. Mit der Aussage, dass der Gottesname in den Ermordeten starb, die ihn heilig hielten, griff Rennert Gedanken des Schoa-Überlebenden Elie Wiesel und der jüdischen Gott-ist-tot-Theologie auf. Für Rennert traten das Mahnmal und der Beschluss, das Relief zu erhalten, zusammen einer Schlussstrich‐Mentalität auch unter Mitchristen entgegen, „die ihr Heil im Entfernen und Beseitigen von Brand‐ und Schandmalen sucht. Ohne zu bedenken und zu ertragen, dass sie Zeugnisse einer zwiespältigen Geschichte sind, deren drohender Wiederholung wir durch Verdrängung und späte Kommentierungen nicht beikommen werden.“ Am 9. November 1988, dem 50. Jahrestag der Reichspogromnacht von 1938, wurde das Mahnmal vor Ort eingeweiht.
Nach 1990 ließ die Stadtkirchengemeinde neben der Gedenkplatte eine Zeder aus Israel als „Zeichen der Versöhnung“ pflanzen. Dort erinnern öffentliche Versammlungen jedes Jahr am 9. November an die Novemberpogrome 1938, am 27. Januar (Internationaler Tag des Gedenkens an die Opfer des Holocaust) an den Holocaust.

## Neue Vorstöße zum Umgang mit dem Relief

### Abnahmeforderungen ab 2016
Ab Herbst 2016 forderte der Londoner Theologe Richard Harvey, ein deutschstämmiger messianischer Jude, die Abnahme der Skulptur zum Reformationsjubiläum 2017. Seine Online-Petition fand rasch tausende Unterstützer. Die evangelische Landesbischöfin Ilse Junkermann lehnte die Abnahme ab: Die Kirche müsse „diese Wunde unserer eigenen Geschichte offen halten“ und könne sie nicht selbst zurechtrücken. Die Skulptur müsse als „Erinnerungs- und Mahnzeichen“ dafür stehenbleiben, dass die Kirche nichts beschönigen wolle, sondern die Kraft der Vergebung erhoffe. Die Bodenplatte darunter liefere die notwendige Einordnung.
Im Mai 2017 gründete Pastor Thomas Piehler von der Andreaskirche (Leipzig) ein „Bündnis zur Abnahme der ‚Judensau‘ im Reformationsjahr 2017“, unterstützt durch die Evangelische Marienschwesternschaft Darmstadt. Das Bündnis veranstaltete mehrere Monate lang jede Woche eine stille Mahnwache auf dem Wittenberger Marktplatz.
Dagegen veröffentlichte die Wittenberger Alternative für Deutschland (AfD) eine Petition zum Erhalt der Skulptur und beantragte dazu einen Beschluss des Stadtrats. Dieser entschied im Juli 2017, die Skulptur an der Kirchenwand zu belassen, aber ihren Ursprung mit einer Stele darunter zu erläutern. Zum bestehenden Mahnmal erklärte der Stadtrat: „Dieser Gedenkort aus Stein, Bronze und Leben soll ein Aufruf sein, alles dafür zu tun, um eine Wiederkehr der Verfolgung und Ermordung von Menschen für alle Zeiten zu verhindern.“
Im Oktober 2017 forderte eine Gruppe um den Erziehungswissenschaftler Micha Brumlik, den Pastor Ulrich Hentschel (Evangelische Akademie Hamburg), den Aktionskünstler Wolfram Kastner und den Theologen Uwe-Karsten Plisch, das Relief abzunehmen und im Original oder als Duplikat direkt neben der Kirche in einem neugestalteten Kontext zu präsentieren. Nur so könne es zum Nachdenken anregen und als Absage an den Antisemitismus verstanden werden. An der Kirche dagegen bleibe es eine anhaltende Schmähung jüdischer Menschen und des Judentums, die der Distanzierung der EKD von Luthers Judenhass widerspreche. Auch der Kriminologe Arthur Kreuzer vertrat diese Forderung.
Nach dem antisemitischen Anschlag in Halle (Saale) 2019 (Jom Kippur, 9. Oktober) organisierte Piehlers Abnahmebündnis zum Reformationstag am 31. Oktober 2019 eine erneute Mahnwache vor der Stadtkirche. Im November 2019 griff der AfD-Kreisverband Wittenberg das Bündnis auf seiner Webseite scharf an: Der neue Antisemitismus gehe vom Islam aus und werde durch Zuwanderung von Muslimen importiert. Die Abnahmebetreiber seien „nicht besser“ als die Machthaber des NS-Regimes, die Täter bei der Bücherverbrennung 1933 und der Synagogenzerstörung 1938. Das Bundesamt für Verfassungsschutz führte diesen Text in seinem Gutachten von 2021 als Beispiel für die Verfassungsfeindlichkeit der AfD an.

### Zivilklage ab 2018
Michael Düllmann, ein Mitglied der Synagogengemeinde Sukkat-Schalom-e.V. in Berlin, hatte evangelische Theologie studiert, sich mit Schoa-Überlebenden angefreundet, in Israel in einem Kibbuz gearbeitet und war 1976 zum Judentum übergetreten. Er wurde 2017 auf Richard Harveys Protest aufmerksam, besuchte Wittenberg und besichtigte das Relief. Beim Reformationsjubiläum am 31. Oktober 2017 protestierte er in der Stadtkirche mit einem Plakat, auf dem stand: „Was will diese Kirche sein? Kirche des Evangeliums oder ‚Judensau‘-Kirche?“
Im Jahr 2018 erhob er eine Zivilklage mit dem Ziel, das Relief von der Stadtkirche entfernen zu lassen. Ein Vergleich zwischen den Streitparteien scheiterte an den auf 10.000 Euro geschätzten Kosten für die Abnahme des Reliefs. Im Mai 2018 verwies das Amtsgericht Wittenberg den Fall wegen des hohen Streitwerts an das Landgericht Dessau-Roßlau.
Dessen Richter Wolfram Petzold erklärte am 21. Mai 2019: Niemand bezweifle, dass die Plastik beleidigend sei. Doch die für einen individuellen Beseitigungsanspruch nötigen rechtlichen Voraussetzungen lägen nicht vor. Unabhängig davon müsse sich die Kirche fragen, welches Bild sie durch solche Skulpturen abgebe und wie sie damit umgehen wolle. Am 24. Mai 2019 urteilte das Landgericht: Das Relief sei Teil des historischen Baudenkmals der Stadtkirche und daher weder als Missachtung der Juden in Deutschland noch als Beleidigung des Klägers zu verstehen. Mit dem Kirchengebäude stehe es unter Denkmalschutz und sei durch das Mahnmal davor in eine Gedenkkultur eingebettet. Die Kirchengemeinde habe das Relief weder hergestellt noch angebracht.
Düllmann beantragte Revision und argumentierte: Solange das Relief an der Kirche hänge, sei es Teil der christlichen Verkündigung und damit ein Angriff auf Juden. Dort behalte es eine aufhetzende Wirkung, im Museum diene es der Aufklärung. Der Text der Bodenplatte vereinnahme die Juden als christliche Märtyrer. Sie seien in der Schoa ermordet worden, nicht gestorben, und hätten den Davidstern, kein Kreuzzeichen tragen müssen. Die Gedenkplatte beinhalte somit eine „Fälschung der Schoah-Geschichte“. Die dort gepflanzte Zeder sei kein Symbol Israels, sondern des Libanon. An der Planung des Mahnmals von 1988 sei kein Jude beteiligt gewesen. Auf der Bodenplatte könne jeder beliebig herumtrampeln.
Am 4. Februar 2020 wies das Oberlandesgericht Naumburg die Berufung zurück: Die Stadtkirchengemeinde habe das Relief in ein Gedenkensemble eingebunden und sich mit einer Informationstafel unmissverständlich von Luthers Judenhass und dem Antijudaismus der Skulptur distanziert. Damit sei diese nicht mehr als Teil der christlichen Verkündigung misszuverstehen. Der Wunsch des Klägers, sie in ein Museum zu verlegen, widerspreche seinem Argument, dass auch eine kommentierte Beleidigung eine Beleidigung bleibe.
Düllmann beantragte Revision vor dem BGH. Sein Anwalt begründete dies vor allem mit der Tafel von 1988: Die historischen Zusammenhänge würden „durch die wirren und verschwurbelten Texte noch verharmlost“. Die Stadtkirchengemeinde räumte Mängel der Tafel ein und versprach Abhilfe. Am 14. Juni 2022 wies der BGH den Revisionsantrag zurück: Das Relief sei zwar bis 1988 beleidigend gewesen, könne aber an der Stadtkirche bleiben, weil die Kirchengemeinde sich seither ausreichend distanziert habe. Mit der Bodenplatte und dem Erläuterungstext habe sie das „Schandmal“ in ein „Mahnmal“ zum Gedenken umgewandelt.
Im August 2022 reichte Düllmann eine Verfassungsbeschwerde gegen das BGH-Urteil ein, um dieses aufheben und den Fall vor dem BGH neu verhandeln zu lassen. Bis zum 23. August 2024 entschied das Bundesverfassungsgericht, die Beschwerde nicht zur Entscheidung anzunehmen.
Dagegen reichte Düllmann im November 2024 eine Klage vor dem Europäischen Gerichtshof für Menschenrechte ein. Er hatte seit 2020 angekündigt, er werde alle juristischen Mittel ausschöpfen.

### Debatte
Im Konfliktverlauf ab 2016 argumentierten viele Beobachter für die Abnahme des Reliefs: Es sei kein Kunstwerk, sondern Teil der Hass- und Vernichtungspropaganda, die zum Holocaust führte. Niemand müsse künstlerisch an historischen Hass erinnert werden, der Juden noch immer treffe. Sonst könne man auch am Reichstagsgebäude wieder ein Hakenkreuz als kunsthistorisches Denkmal aufhängen. Eine ähnlich obszöne Marienstatue an Synagogen oder Moscheen würde nie hängen bleiben. Die „Judensau“ müssten vor allem die Juden in Deutschland aushalten, nicht die Christen. Ihr Verbleib sei somit „eine Machtdemonstration dafür, wer in diesem Land die Schmerzgrenzen zieht.“
Ab Herbst 2016 kritisierte Pastor Ulrich Hentschel die Gedenkplatte als unklar und irreführend: Der Hinweis auf das Kreuz scheine Hakenkreuz und christliches Kreuz gleichzusetzen oder die Schoa christlich zu vereinnahmen. Die „von unten“ aus dem Boden hervorquellenden Tropfen könnten verdrängtes Unrecht nicht symbolisieren, da der Antisemitismus „von oben“, nämlich aus kirchlicher Kanzelpredigt und der Mitte der Gesellschaft gekommen und dann vom NS-Regime verstärkt und vollstreckt worden sei. Beim Mahnmal fehle jeder Hinweis darauf und auf Martin Luthers besonderen Anteil daran. Der Psalmvers sei ein Sündenbekenntnis des Beters; seine hebräische Fassung richte sich direkt an Juden. Das deute den Holocaust als Folge der Sünden des jüdischen Volkes und könne von Juden nur als antisemitische Schuldzuweisung verstanden werden. Auch Ronen Steinke kritisierte den Plattentext: „Gottes Name ‚starb‘? Er starb ‚in‘ Juden? Wie charmant finden Juden solche Sätze?“
Im Mai 2019 veranstaltete die Evangelische Akademie zu Berlin eine dreitägige Tagung zu antisemitischen Skulpturen an und in Kirchen. Dort plädierten die Mediävistin Cordelia Heß, der Antisemitismusexperte Uffa Jensen, die Präses der EKD-Synode Irmgard Schwaetzer, Landesbischof Friedrich Kramer und der Generalsekretär der evangelischen Akademien in Deutschland Klaus Holz dafür, die Wittenberger Skulptur abzunehmen und in ein neues Denkmal vor der Kirche zu integrieren. Dieses sollten die Gemeinde mit den jüdischen Institutionen zusammen gestalten, die Stadt und der Landkreis mittragen. Denn die Skulptur bleibe auch mit der Kommentartafel eine Beleidigung. Schwaetzer betonte, besonders die nachträgliche Inschrift zum Gottesnamen sei „reiner Judenhass“, zu dem sich Protestanten aktuell neu verhalten müssten.
Nach dem Anschlag am 9. Oktober 2019 in Halle forderte auch Felix Klein, Antisemitismusbeauftragter der Bundesregierung, die Skulptur ins Museum zu bringen. An ihrer Stelle solle die Gemeinde eine Texttafel mit der Aussage anbringen, „dass die evangelische Kirche mit der Entfernung der Judensau einen sichtbaren Beitrag zur Überwindung von Antijudaismus und Antisemitismus leistet“. Die stellvertretende EKD-Ratsvorsitzende Annette Kurschus stimmte zu: Alles, was Antisemitismus fördern könne, „sollten wir tatsächlich aus der Öffentlichkeit verbannen“. Landesbischof Friedrich Kramer betonte, der Verbleib des Reliefs an der Kirchenwand stelle die christliche Verkündigung massiv in Frage: „Judenhass ist Gotteshass“. Im Februar 2020 bekräftigte Klein seine Abnahmeforderung.
Dagegen schlug Wolfgang Schneiß, der Antisemitismusbeauftragte in Sachsen-Anhalt, im Februar 2020 eine von allen Streitparteien getragene „behutsame Weiterentwicklung“ des Mahnmals vor. Diese befürwortete auch der Antisemitismusbeauftragte der EKD Christian Staffa. Das Relief könne als Kompromiss abgedeckt, eine Kopie am Fuß der Kirche aufgestellt und mit variablen künstlerischen Elementen kombiniert werden, um die beleidigende Wirkung für heutige Juden wie auch die Furcht lutherischer Christen vor einem neuen Bildersturm zu vermeiden. Für ein neues Mahnmal müsse man die mögliche Verbindung zu aktuellen „Judensau“-Beschimpfungen und die Rezeption anderer antisemitischer Kunstwerke in dieser Kirche mitbedenken. Auch der jüdische Historiker Michael Wolffsohn lehnte eine Entfernung des Reliefs ab, weil dies dazu führe, sich nicht mehr mit dem Thema auseinanderzusetzen: „Wegwischen ist im Grunde genommen Selbstbetrug.“ Ulrich Hentschel kritisierte Staffas Vorschlag als diplomatischen Versuch, der Wittenberger Gemeinde „den Schritt der Umkehr zu ersparen“. Eine zeitweise Verhüllung des Reliefs würde eher zeigen, „dass der Judenhass immer noch fester Bestandteil der Kirche (in jedem Sinne) ist“.
Das BGH-Urteil vom Juni 2022 stieß vielfach auf Kritik. Der frühere BGH-Richter Thomas Fischer hatte zuvor argumentiert: Eine Kirchenfassade werde durch Kommentierung nicht zum Museum oder zur Gedenkstätte. Eine Kollektivbeleidigung verliere ihren Charakter nicht, wenn der Eigentümer sie zur Illustration vergangener Verirrungen erkläre. Der angestrebte pädagogische Effekt lasse sich durch Überführung des Werks in einen musealen Kontext weit eher erreichen. Die Abnahme des Reliefs wäre ein Akt der tatsächlichen Distanzierung, die ihm die evidente hetzerische Wirkung nehmen würde. Dies könne eine bloß verbale Distanzierung nicht erreichen. Der Jurist Felix W. Zimmermann kritisierte: Erst die Informationstafel mache klar, dass das Relief Juden zeige. Die Distanzierungstexte verstärkten die verletzende Macht des Bildes eher, indem sie ihm Aufmerksamkeit verschafften: „Schandmal bleibt Schandmal.“ Niklas Otterbach (Deutschlandfunk) kritisierte die Argumentation der Kirchengemeinde beim BGH als „selbstbezogene Geschichtsbetrachtung, die zwar die eigenen Untaten thematisiert wissen will, aber die Wirkung auf die, die damit beleidigt werden, ausblendet.“ Laut Klaus Hillenbrand (taz) verpasste der BGH die Chance, eine allgemeinverständliche Kontextualisierung zur Bedingung für den Verbleib derartiger antisemitischer Werke an Kirchenwänden zu machen. Pfarrer Martin Bock, Leiter der Melanchthon-Akademie Köln, interpretierte das BGH-Urteil als Verpflichtung zu einer solchen Kommentierung. Diese müsse „die tiefe antijüdische Verseuchung, die Israelvergessenheit der gesamten christlichen Theologie“ und deren erst seit einigen Jahrzehnten begonnene „Umkehr und Erneuerung“ im Verhältnis zum Judentum aufzeigen. Er zeigte Verständnis für Düllmanns Argument, dass das Relief Teil kirchlicher Verkündigung sei und diese menschenfeindlich und blasphemisch für Juden mache. Doch führe wohl kein Weg daran vorbei, „unsere Geschichte gerade nicht von den Schandflecken zu ‚befreien‘, sondern sie in ihrer Elendigkeit zu begreifen.“ Der Historiker und Politologe Rafael Seligmann fand die Logik des BGH, die Hinweistafel habe das Schandmal zum Mahnmal gemacht und so legitimiert, „abenteuerlich“: „So ließe sich auch ein Wiederaufbau des Nürnberger Parteitagsgeländes rechtfertigen.“ Die Hinweistafel sei ebenso nutzlos wie Warnhinweise auf Zigarettenschachteln, wie der enorme Anstieg antisemitischer Straftaten seit 1988 beweise. Das Judensaumotiv habe christliche Analphabeten zum Judenhass aufgestachelt und diese Wirkung bis heute behalten, wie analoge Bildmotive auf der documenta fifteen gezeigt hätten. Es beleidige nicht nur Juden, sondern die Menschenwürde. Denn Antisemitismus sei trotz aller epochalen Varianten immer ein gesellschaftliches Krankheitssymptom.
Andere Kommentatoren begrüßten die Gerichtsurteile: Laut Matthias Drobinski (Süddeutsche Zeitung) lässt sich die jahrhundertelange christliche Judenfeindschaft nicht bequem entsorgen. Die Skulpturen müssten heutige Christen am authentischen Ort „treffen, verstören, ihre Selbstsicherheit erschüttern, dass so etwas nicht mehr möglich ist.“ Laut Alan Posener (Die Welt) hatte Wittenberg es „nicht verdient“, das antisemitische Relief loszuwerden.
Der Zentralrat der Juden in Deutschland fand unklar, inwiefern die Begleittexte die Skulptur in ein Mahnmal verwandelten. Sein Präsident Josef Schuster hatte seit 2020 eine eindeutige Erklärtafel mit einer klaren kirchlichen Verurteilung der lutherischen Judenfeindlichkeit gefordert. Das Internationale Auschwitz Komitee erklärte, das jahrhundertealte Schandmal an einem der wichtigsten Orte des Protestantismus belaste das Verhältnis zwischen Juden und Christen bis heute. Charlotte Knobloch, die langjährige Präsidentin der Israelitischen Kultusgemeinde München und Oberbayern, fand es unbegreiflich, Volksverhetzung im Internet zu bestrafen, dieselbe bildhafte Hetze aber als kulturhistorisch wertvollen Beitrag zu schützen. Gerade wegen der Kontinuität des Judenhasses hätten die Kirchen diese Skulpturen längst entfernen und in Museen überführen sollen.
Die frühere EKD-Ratsvorsitzende Margot Käßmann hatte 2014 betont, dass das Entfernen judenfeindlicher Skulpturen nicht weiterführe und Mahntafeln nicht genügten. Nötig sei „das klare Eintreten gegen jeden Antijudaismus in Wort und Tat heute.“ Weil das antisemitische Relief deutsche Juden nach wie vor beleidigt, trat sie ab 2019 für seine Abnahme ein: Diese Hassbotschaft gehöre nicht in den öffentlichen Raum, sondern ins Museum. Darum fand sie das BGH-Urteil von 2022 falsch. Christoph Markschies (Berlin-Brandenburgische Akademie der Wissenschaften) forderte die Abnahme des Reliefs, weil es die Glaubwürdigkeit der christlichen Verkündigung in dieser Kirche bedrohe und seine Kontextualisierung vor Ort gescheitert sei. Denn auch die Inschrift der Bodenplatte sei für gläubige Juden gotteslästerlich.
Dagegen erklärte Wittenbergs amtierender Oberbürgermeister Torsten Zugehör im August 2022 öffentlich, er sehe „überhaupt keinen Anlass derzeit, das dort zu entfernen“. Auch Stefan Rhein, bis 2023 Direktor der Stiftung Luthergedenkstätten in Sachsen-Anhalt, lehnte die Abnahme des Reliefs ab: Es sei Teil der städtischen und deutschen Geschichte und solle als „offene Wunde“ kommentiert erhalten bleiben. Im Museum bestehe Gefahr, dass es aus dem Gedächtnis der Menschen verschwinde.
Philipp Greifenstein, Redakteur der evangelischen Zeitung „Die Eule“, verwies auf Probleme des Mahnmals: Das Relief sei gut erkennbar, die Bodenplatte und ihr Text dagegen kaum. Dass sie die Reliefüberschrift mit dem Holocaust verbinde, mache erst die städtische Informationstafel klar. Nur eine Abnahme des Reliefs könne die „Kraft der Schmähung“ brechen; dann allerdings ergebe das Mahnmal darunter kaum noch Sinn. Das Relief abzunehmen und in die Nähe zu verlegen erscheine ihm als „Quadratur des Kreises“ und erneute Inszenierung, das seine beleidigende Wirkung eher verstärke. Darüber aufklären könne man auch ohne das Original.
Im September 2022 baten 50 israelische Wissenschaftler den Wittenberger Gemeindekirchenrat per Brief, das Relief vor Ort zu lassen. Seine Entfernung in ein Museum käme einer Leugnung der kirchlichen Vergangenheit gleich. Die Initiatorin des Briefs, die Kunsthistorikerin Galit Noga-Banai (Hebräische Universität Jerusalem), lobte das BGH-Urteil und die Gedenkplatte: Sie erinnere bleibend an die antisemitische Wirkung des Reliefs bis zur Schoa, habe das „Kunstwerk vor der Beseitigung und Musealisierung bewahrt“ und sei „mit diesem gemeinsam zu einem Ruf nach Versöhnung“ geworden.
Dagegen forderte Landesbischof Ralf Meister am 31. Oktober 2022, man solle die Skulptur „nicht nur entfernen, sondern radikal vernichten, zerstören und kaputt machen“, weil Juden das Relief weiterhin unerträglich fänden. Es gebe mehr als genug Lernorte zum Antisemitismus. Er schlug vor, das Relief in einem symbolischen Akt öffentlich zu zerschlagen. Für Marion Gardei, die Erinnerungsbeauftragte der EKBO, können ergänzende Erklärtexte oder künstlerische Verfremdung den Verbleib der Skulptur an der Kirche nicht auffangen: „Mit den mörderischen Folgen der Judenfeindschaft kann man nicht spielerisch umgehen“. Nach einem neuen Kirchengesetz der EKBO müssen judenfeindliche, rassistische und nationalsozialistische Darstellungen aus dem liturgischen Gebrauch entfernt werden und dürfen nur pädagogisch oder museal verwendet werden. Für Oliver Marquart (Sonntagsblatt (Bayern)) zeigt der Verbleib des Reliefs, „wie unsensibel die deutsche Mehrheitsgesellschaft weiter mit ihren dunklen Flecken umgeht, wie leichtfertig sie sich selbst alles verzeiht und noch nicht einmal echte Konsequenzen zieht. Man schafft es nicht einmal, sich von einer menschenverachtenden Plastik zu trennen und diese dorthin zu befördern, wo sie hingehört: Ins Museum – oder noch besser direkt auf den Müll.“
Hanna Kasparick, die frühere Direktorin des Wittenberger Predigerseminars, verteidigte die Beibehaltung des Reliefs: Dabei gehe es um Übernahme von Verantwortung vor Ort, „wo Haltung gelernt und gelebt werden kann“.
Die Kontroverse um das Wittenberger Relief fand auch international Beachtung.

### Haltung des Gemeindekirchenrats
Im August 2016 veröffentlichte der Gemeinderat der Stadtkirche eine Stellungnahme des früheren Stadtkirchenpfarrers Friedrich Schorlemmer: Kopfschütteln, Wut, Entsetzen, Scham über das Relief seien nur zu berechtigt.

„Wieso diese Schmähplastik, diese gräuliche Judenverspottung an der Stadtkirche Wittenberg, nicht endlich abhaken, zu Staub zermalmen? Nein. Weil auch schwierige Geschichte erinnerungsbedürftig bleibt, zumal Martin Luther (1483-1546) mit seinem antijüdischen Furor - zusammen mit den meisten seiner Zeitgenossen - zur erschütternden Wirkungsgeschichte gehört: Juden in Deutschland und Europa als stets Gejagte. […] Aber Geschichte lässt sich nicht einfach entsorgen. Sie gemahnt uns an Dunkles, auch bei dem großen Reformator Martin Luther und seinen Zeitgenossen.“

Ein Positionspapier des Gemeinderats von Anfang 2017 deutete das Relief als mahnende Erinnerung an Martin Luthers Antijudaismus, von dem sich die evangelische Kirche eindeutig distanziere. Weiter hieß es:

„Geschichte soll nicht versteckt werden und Geschichtsvermittlung gelingt am eindrücklichsten am authentischen Ort. Das ist ein immer auch schmerzlicher und paradoxer Prozess, weil etwas Negatives etwas Positives bewirken soll: Ein antijudaistisch motiviertes Sandsteinrelief warnt vor den Gefahren und Folgen einer abwertenden und ausgrenzenden Haltung in Kirche und Gesellschaft.“

Stadtkirchenpfarrer Johannes Block erklärte, mit dem Positionspapier sei alles gesagt. Die Skulptur sei „ein geistiges Kind des Mittelalters“, das die jahrhundertelange christliche Verachtung des Judentums ausdrücke, und lasse sich nicht mit dem Hakenkreuz vergleichen. Ihre Abnahme wäre ein „Akt der Geschichtsvergessenheit“. Er könne sich aber vorstellen, ein neues Relief an der Kirche zu ergänzen, das „das moderne, aufgeklärte christlich-jüdische Verhältnis widerspiegelt“, etwa mit dem Bild eines Rabbiners und eines Pfarrers, die einander umarmen.
Eine Podiumsdiskussion des Gemeinderats mit Richard Harvey am 27. Januar 2017, dem Holocaustgedenktag, blieb ergebnislos. Johannes Höhne, ein Gemeindemitglied, bot damals an, die Abnahme des Reliefs zu finanzieren.
Im Sommer 2018 nahm der Gemeinderat Kontakt zum Zentralrat der Juden in Deutschland auf. Dieser verlangte eine eindeutige Erklärtafel zu dem Relief, falls es an der Kirchenfassade bleibe. Im Mai 2019 räumte die zum Gemeinderat gehörige Kunsthistorikerin Insa Christiane Hennen ein, dass die Forschung sich bisher zu wenig mit dem Relief und seiner Wirkung befasst habe. Historische Distanzierung sei notwendig, dürfe aber nicht zu einem Bildersturm führen. Das Relief habe weder bei seiner Entstehung noch seiner Versetzung einen antisemitischen Hintergrund gehabt. Ob es „sinnvoll“ sei, sich heute davon beleidigt zu fühlen, sei somit fraglich. Nach dem Landgerichtsurteil vom Mai 2019 veranstaltete die Evangelische Akademie Sachsen-Anhalt eine weitere Podiumsdiskussion in Wittenberg, die der Kläger Michael Düllmann besuchte. Auch diese blieb ergebnislos.
Pfarrer Johannes Block sprach sich kontinuierlich für eine Weiterentwicklung des Mahnmals, aber gegen die Abnahme des Reliefs aus. Dann werde man der Gemeinde vorwerfen: „Ihr wollt Euch Eurer dunklen Geschichte entledigen, Ihr wollt die deutsche Geschichte reinigen“. Der Kläger Michael Düllmann repräsentiere nicht die gesamte Judenheit. Die 700 Jahre alte Plastik habe mit dem Antisemitismus des 19. oder 20. Jahrhunderts wenig zu tun. Die juristische Klage sei die falsche Form der Auseinandersetzung, weil sie die Stadtkirchengemeinde als Befürworterin der Schmähplastik statt als „Erbin eines schwierigen Erbes“ hinstelle. Kläger und Beklagte säßen jedoch „im selben Boot und kämpfen gegen Antisemitismus und Antijudaismus.“ Die schmerzhafte Konfrontation mit dem christlichen und lutherischen Judenhass solle ein Bewusstsein schaffen, „dass sich Geschichte nicht wiederholen darf.“ Dazu veranstalte die Gemeinde regelmäßig ein Gedenken für die Holocaustopfer am Mahnmal. Um dieses weiterzuentwickeln, schlug Block 2020 ein „Lichtband, das Mahnplatte, Zeder und Schmähplastik verbindet“, und „eine Art Prisma vor, durch das die Besucher das Relief in einer gebrochenen Perspektive wahrnehmen können, sodass dessen Bildprogramm als überwunden vor Augen steht.“
2020 berief der Gemeinderat einen zwölfköpfigen Beirat dazu, Empfehlungen zum Umgang mit dem Relief und der Mahnstätte zu erarbeiten. Beauftragt wurden unter anderen Andreas Nachama, Vorsitzender der Allgemeinen Rabbinerkonferenz Deutschland, Christoph Maier, Direktor der Evangelischen Akademie Sachsen-Anhalt, Wolfgang Schneiß, Ansprechpartner für jüdisches Leben in Sachsen-Anhalt, Christian Staffa, EKD-Beauftragter für den Kampf gegen Antisemitismus, und Johann Hinrich Claussen, Kulturbeauftragter der EKD. Laut Christian Staffa votierte die Mehrheit des Beirats im Verlauf der zweijährigen Beratungen für die Abnahme des Reliefs und Verlegung in einen kirchennahen, öffentlich zugänglichen Raum; sein Vorschlag, es an der Wand zu lassen und zu verhüllen, habe sich nicht durchgesetzt.
Im Mai 2022 bestritt der Gemeinderat, dass sich von einer mehr als 700 Jahre alten Schmähskulptur „die Verbundenheit einer davon betroffenen Gruppe“ ableiten lasse. Weil es sich nur noch um einen „geschichtlichen Vorgang“ handle, sei zu fragen, ob man nicht einen „zeitlichen Trennungsstrich“ dazu ziehen müsse. Nach dem BHG-Urteil vom Juni 2022 kündigte Stadtkirchenpfarrer Alexander Garth ein allgemeinverständliches Gedenkkonzept an. Im Juli 2022 schloss der Gemeinderat eine Abnahme des Reliefs nicht aus.
Am 26. Juli 2022 empfahl der Beirat, das Relief zeitnah an einen noch zu entwickelnden Lernort bei der Kirche zu versetzen, es dort allgemein zugänglich aufzubewahren und angemessen einzuordnen. Ein Lernort bei der Kirche sei einem Museum vorzuziehen. Er solle die bestehende Mahnstätte mit dem Bodendenkmal ergänzen, um die Tradition des Gedenkens vor Ort lebendig zu erhalten. An der Kirchenfassade sei das Relief eine beleidigende und obszöne Zumutung, doch es dürfe nicht versteckt werden. Über die konkrete Umsetzung der Abnahme müsse man sich mit dem Denkmalschutz einigen. Ein zeitgemäßes pädagogisches Konzept solle das Relief bleibend in die Geschichte christlicher Judenfeindschaft einordnen. Als Sofortmaßnahmen empfahl der Beirat, eine Broschüre zum Relief zu erstellen, einen neuen Erklärtext für die Informationsstele an der Kirche zu installieren und eine neue Dauerausstellung im Innenraum der Kirche zu konzipieren. Diese müsse Antijudaismus und Antisemitismus thematisieren und kontextualisieren.
Am 30. August 2022 beschloss der Gemeinderat einen neuen Erklärtext zum Relief, in dessen Zentrum eine Bitte um Vergebung stehen sollte. Am 25. Oktober 2022 entschied der Gemeinderat gegen die Empfehlung des Beirats, das Relief sichtbar an der Kirchenwand zu lassen. Die Bodenplatte von 1988, die Zeder und die städtische Informationstafel hätten das Relief schon in eine „Stätte der Mahnung“ verwandelt. Diese sei als Anklage an die Verursacher aller Formen von Antisemitismus und Antijudaismus zu verstehen. Man wolle die bestehende Mahnstätte mit dem Relief als Ganzes erhalten, jedoch im Sinne des Beirats die Erklärtafel überarbeiten, ein zeitgemäßes pädagogisches Konzept dazu entwickeln und weitere Informationen zu Antijudaismus und Antisemitismus in der Kirche bereitstellen. Stadtkirchenpfarrer Matthias Keilholz erklärte: „Im Sinne der Gedenk-Kultur, aber auch des baulichen Aufwandes schien es uns am Ende praktikabler, das Ensemble aus Schmäh-Plastik, Bronze-Denkmal, Zeder und erklärender Text-Tafel zu erhalten. Als Stätte der Mahnung hätte das Ensemble ohne das eigentliche Objekt, die Plastik an Wirkung verloren.“
Die Entscheidung stieß beim Beirat auf Kritik. Johann Hinrich Claussen zeigte sich verärgert darüber, dass der Gemeinderat die Experten vorher nie zum Gespräch eingeladen und nicht über seine Entscheidung informiert habe. Diese sei keine bloß lokale Angelegenheit, sondern strahle auf die gesamte EKD aus. Denn die Wittenberger Skulptur sei größer und präsenter als andernorts und mit dem Namen Martin Luthers verbunden. Christoph Maier kritisierte, dass man nach der Beiratsempfehlung in Wittenberg offenbar glaubte, sich gegen die Zerstörung eines etablierten Gedenkortes wehren zu müssen. Dies konterkariere die gemeinsame Arbeit der vergangenen Jahre. Der Beirat sei überzeugt, dass das Gedenkensemble an der Stadtkirche „auch ohne das Zeigen der beleidigenden judenfeindlichen Plastik“ auskomme. Michael Düllmann fand die Entscheidung des Gemeinderats nicht überraschend, fragte aber, wozu dieser eine Expertenkommission eingeladen habe, wenn er deren Empfehlung dann doch nicht folge.
Im April 2023 ließ der Gemeinderat den neuen Text unter dem Relief aufstellen, der „Gott und das jüdische Volk“ um Vergebung bittet und erklärt:

„Die Evangelische Kirche sieht sich in der Verantwortung, ihren Anteil zur jahrhundertelangen Gewaltgeschichte gegen Juden kritisch aufzuarbeiten und gegen Antijudaismus und Antisemitismus aktiv einzutreten.“

Zudem sollten Aufstelltafeln im Gebäude ausführlicher über Antijudaismus im Christentum und bei Martin Luther aufklären. Angestrebt wurde eine Dauerausstellung dazu.
Im Juni 2023 setzte der Gemeinderat einen Ausschuss ein, der Entwürfe zur Weiterentwicklung des Mahnmals am Fuß des Reliefs erarbeiten sollte. Zu ihm gehören Christoph Maier, der Direktor der Evangelischen Akademie Sachsen-Anhalt, Stefan Rhein, der frühere Direktor der Luthergedenkstätten, Torsten Zugehör, der Oberbürgermeister Wittenbergs, und andere.
Auch aus Anlass der „Judensau“-Debatte zeigte die Stadtkirchengemeinde vom 2. bis 31. August 2024 eine Wanderausstellung der EKBO über christlichen Judenhass. Am 1. August eröffneten der Antisemitismusbeauftragte Felix Klein und Sachsen-Anhalts Bildungsministerin Eva Feußner (CDU) die Ausstellung. Das Kloster Stift zum Heiligengrabe hatte diese Anfang 2024 konzipiert. Dessen Äbtissin Ilsabe Alpermann und die Stiftsfrau Irmgard Schwaetzer führten in die Ausstellung ein.
Bis Dezember 2024 entwarf der 2023 eingesetzte Ausschuss vier Säulen, um das Mahnmal zu einem Bildungs- und Lernort zu erweitern. Eine Säule soll theologische Impulse für den jährlichen Israelsonntag der EKD geben. Eine zweite richtet sich an Schulen, eine dritte an die Erwachsenenbildung. Dazu wurden für 2025 zwei Workshops zum Thema Antisemitismus geplant. Zudem sollen temporäre Kunstaktionen und künstlerische Interventionen die Auseinandersetzung mit dem Relief fördern. Der Bezug des Reliefs zu Luthers Antijudaismus soll herausgestellt werden.

### „Welterbe“-Status der Stadtkirche
Im Jahr 1996 war die Stadtkirche zusammen mit anderen Baudenkmälern Wittenbergs in die Liste des UNESCO-Welterbes aufgenommen worden. Die Bewerbungsdokumente der Stadtkirche dazu hatten das „Judensau“-Relief nicht erwähnt.
Im Januar 2017 machten Wittenberger Bürger den „Welterbe“-Status der Stadtkirche gegen die Abnahme des Reliefs geltend. Daraufhin bat ein Mitglied des Abnahmebündnisses die Deutsche UNESCO-Kommission um Stellungnahme dazu. Ab April 2019 wurde die Aufnahme der Stadtkirche in das UNESCO-Welterbe öffentlich als „Heiligung“ des Reliefs kritisiert.
Als Mitglied im Deutschen Nationalkomitee von Icomos hatte die Kunsthistorikerin Insa-Christiane Hennen die UNESCO bei der Vergabe des Welterbetitels beraten. Im Juli 2022 meinte sie, bei einer Abnahme des Reliefs könne Wittenberg seinen Welterbe-Status verlieren. Denn die UNESCO habe die Stadtkirche nicht als Luthers Predigtort, sondern als „originären Ausgangsort der lutherischen Reformation“ aufgenommen. Diese Rolle werde durch „Verdecken“ des Reliefs berührt.
Im April 2023 forderte Felix Klein, die Stadtkirche von der Welterbeliste zu streichen, weil die Verunglimpfung von Religionen mit den UNESCO-Grundprinzipien unvereinbar sei. Er vermutete, Wittenbergs Stadtverwaltung habe das Relief bei der Bewerbung um den „Welterbe“-Titel bewusst verschwiegen, und die UNESCO-Jury habe es bei der Begutachtung der Stadtkirche übersehen. Im August 2023 forderte Klein erneut, die Skulptur abzunehmen. Sonst sei Wittenberg kein geeigneter Standort für das von der Bundesregierung geplante deutsch-israelische Jugendwerk.

### Visuelle Verfremdung
Im Juli 2024 legten zwei Studentinnen des Fachs Kommunikationsdesign an der Burg Giebichenstein Kunsthochschule Halle einen Entwurf vor, der das Relief mit einer „visuellen Intervention“ verfremden soll. Ein bewegliches, in grüner Signalfarbe leuchtendes Netz soll es verhüllen, zugleich soll eine Art Baugerüst den Blick auf die anhaltende Präsenz der „Judensau“ an der Stadtkirche und ihren aggressiven Antisemitismus lenken.
Der Antisemitismusbeauftragte Felix Klein begrüßte den Entwurf als Zeichen, „dass man eines der schändlichsten Beispiele christlicher Judenfeindschaft nicht einfach so stehen lassen kann, wie es jetzt ist.“ Der Kläger Michael Düllmann fügte den Entwurf seiner Verfassungsklage hinzu. Der Vorstand der Stadtkirche ließ sich den Entwurf präsentieren und nahm die Idee in das Konzept zur Weiterentwicklung des Mahnmals auf. Er zeigte sich offen für das Projekt einer künstlerischen Intervention, aber nur zeitlich befristet.

## Weiterführende Informationen